# Drapeau et armoiries de Tlaquepaque

Drapeau de Tlaquepaque.

Le drapeau de la vile de Tlaquepaque est le drapeau local et le pavillon de la municipalité à l'État du Jalisco. Dans sa version la plus récente, il est composé d'un rectangle divisé en quatre rectangles verticaux de mesures identiques, intercalés ou en damier dans l'ordre suivant à partir du mât : jaune et bleu en haut pour les doux premiers, et en bas pour les doux restants, commençant par l'bleu pour conclure par le jaune, avec le bouclier de la ville de Tlaquepaque apparaissant au centre du drapeau. Il a été adopté le 28 avril 2017.

## Armoiries
Les armoiries de forme espagnole dans deux champs bleus et or entrecoupés d'un casque sur la tête. Dans un quartier il y a la poterie des artisans de Tlaquepaque, l'autre quartier a l'ordre de Saint Francis, dans le quartier inférieur gauche un puits et le quartier inférieur droit a les clés de San Pedro avec un coq.